# Pseudis tocantins
Espèce
Statut de conservation UICN

 LC  : Préoccupation mineure
Pseudis tocantins est une espèce d'amphibiens de la famille des Hylidae.

## Répartition
Cette espèce est endémique du Brésil. Elle se rencontre dans les bassins du Rio Araguaia et du Rio Tocantins dans les États de, : 
- au Tocantins dans la municipalité de Porto Nacional ;
- au Mato Grosso ;
- au Goiás dans la municipalité de Britânia ;
- au Maranhão dans la municipalité de Porto Franco.

## Publication originale
- Caramaschi & Cruz, 1998 : Notas Taxonômicas sobre Pseudis fusca Garman, 1883 e P. bolbodactyla A. Lutz, 1925, com a descrição de uma nova espécie correlata (Anura, Pseudidae). Revista Brasileira de Zoologia, Curitiba, vol. 15, no 4, p. 929-944 (texte intégral).